# Glozel
Glozel is een dorp in Frankrijk in de gemeente Ferrières-sur-Sichon nabij Vichy.
Glozel dankt haar bekendheid aan de ontdekking in 1924-1930 van meer dan 3.000 artefacten, waaronder kleitabletten, sculpturen en vazen, sommige gegraveerd met symbolen of letters.
De vondsten werden uiteenlopend gedateerd als stammende uit het neolithicum, ijzertijd of de middeleeuwen, en ontketenden een reeks verhitte debatten onder Franse archeologen. Aanvankelijk verklaarden veel deskundigen de gehele vondst als bedrog. Het Piltdown-drama lag de wetenschap nog vers in het geheugen. De vinder heeft echter zijn hele leven volgehouden dat hij te goeder trouw geweest was en dat de voorwerpen in het kleine museum dat hij beheerde echt waren. 
Geavanceerde testen uit latere decennia bevestigden dat veel van de objecten echte antiquiteiten zijn, hoewel uit zeer uiteenlopende perioden.

## Vondsten
Op 1 maart 1924 ontdekten de zeventienjarige Émile Fradin en zijn grootvader Claude Fradin tijdens het ploegen een ondergrondse kamer. De kamer, met bakstenen muren en een 16-tal vloertegels, bevatte menselijke beenderen en fragmenten van aardewerk.
Een plaatselijke onderwijzer genaamd Adrienne Picandet bezocht de boerderij van de Fradins en bracht het Ministerium van Onderwijs op de hoogte van de vondst. Op 9 juli bezocht een andere leraar, Benoit Clément, de Fradins als vertegenwoordiger van de Société d'Emulation du Bourbonnais. Later keerde hij terug met een man genaamd Viple. Clément en Viple braken de resterende muren af met houwelen. Later schreef Viple aan Émile Fradin dat de site volgens hem Gallo-Romeins was, daterend van ongeveer 100-400 AD, en mogelijk van archeologische betekenis.
De vondsten werden vermeld in het januarinummer van het Bulletin de la Société d'Emulation du Bourbonnais. Dit wekte de belangstelling van Antonin Morlet, een arts uit Vichy en amateurarcheoloog. 
Morlet, gespecialiseerd in de Gallo-Romeinse periode, was van mening dat de vondsten van Glozel niet uit de oudheid dateerden maar mogelijk veel ouder waren, misschien zelfs uit het Magdalénien (aanwezigheid van harpoenen uit been, afbeeldingen van wat rendieren leken te zijn, etc.).
Morlet bezocht de Fradins en bood 200 francs voor de toestemming om de opgraving te voltooien. Morlet begon zijn opgravingen op 24 mei 1925, waarbij hij kleitabletten, beeldjes, werktuigen van been, vuursteen en gepolijste steen, en stenen met inscripties vond. Morlet identificeerde in september 1925 in een rapport met de titel Nouvelle Station Néolithique de vindplaats als neolithisch.

### Controverse

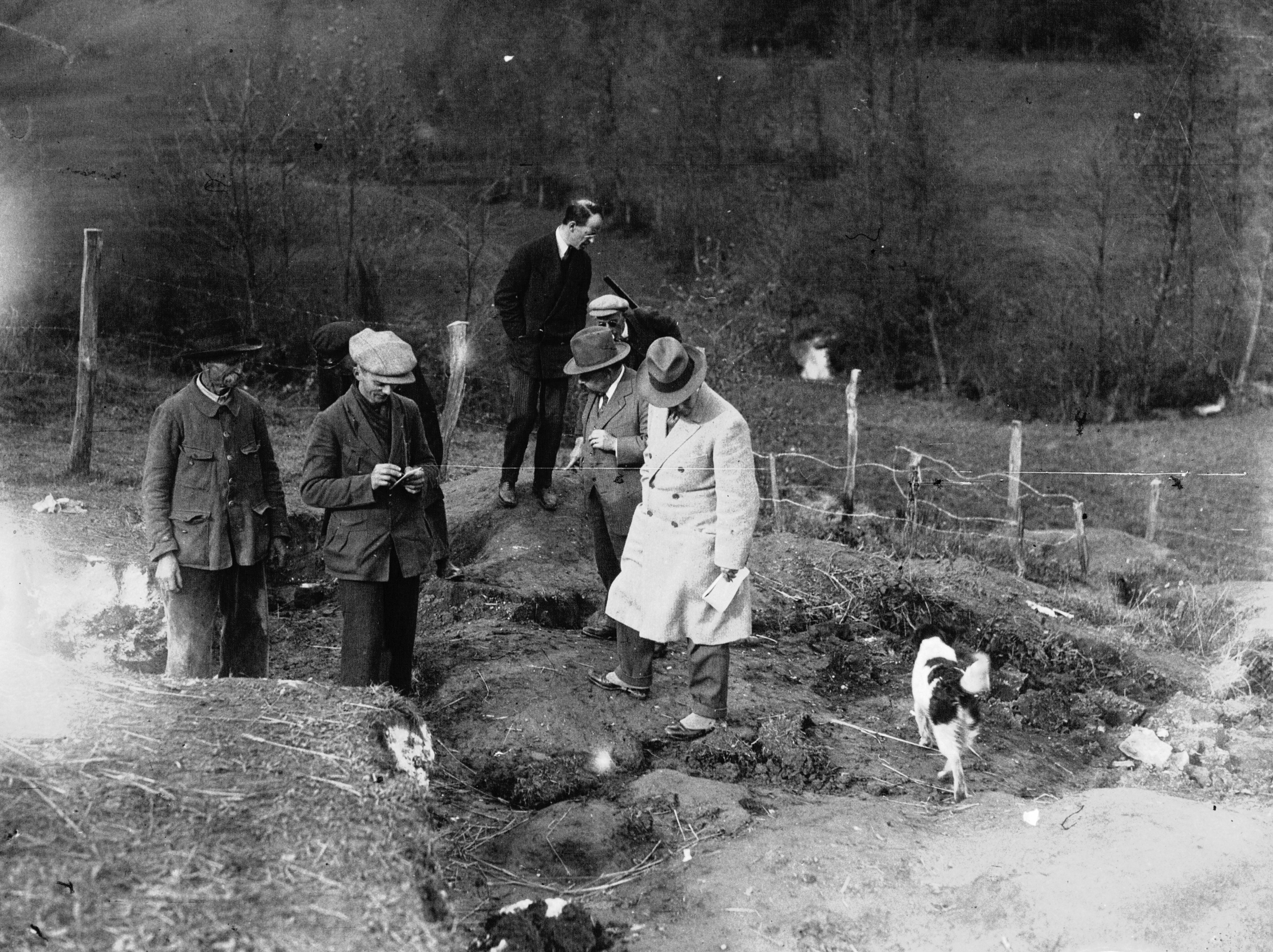
Archeologen onderzoeken de locatie

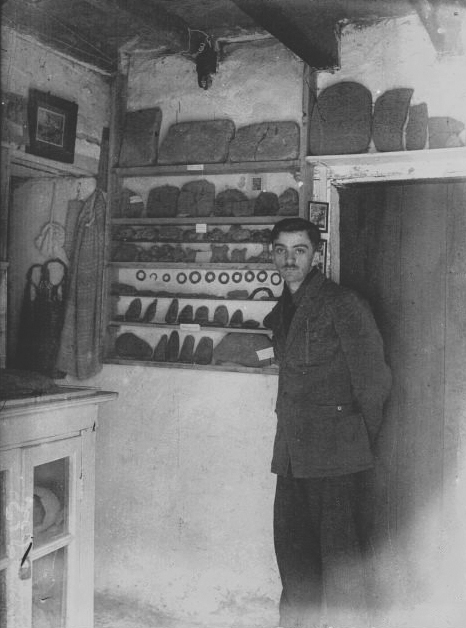
Fradin in zijn museum

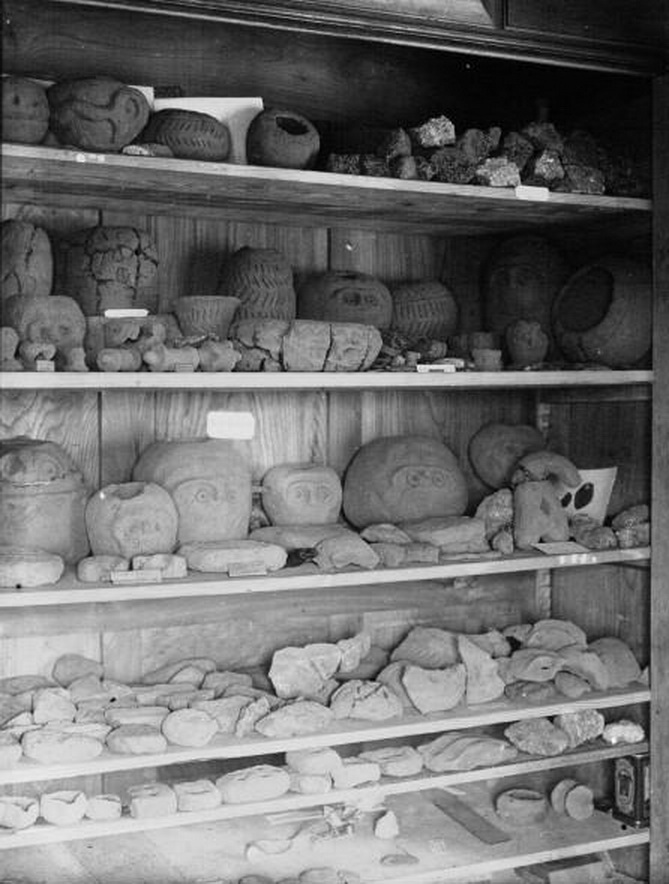
Het museum in de jaren 20
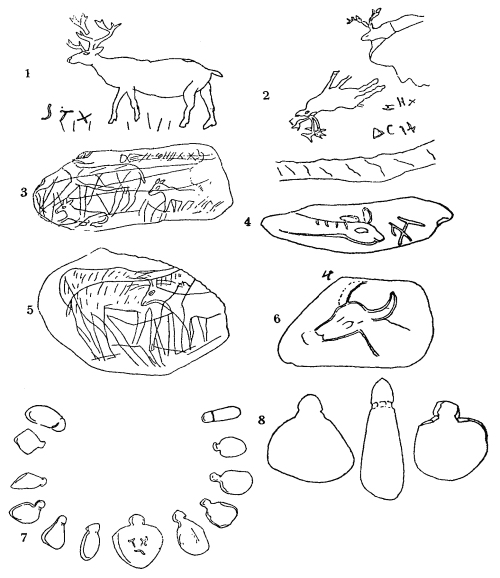
Gegraveerde stenen met wat volgens sommigen rendieren zouden zijn
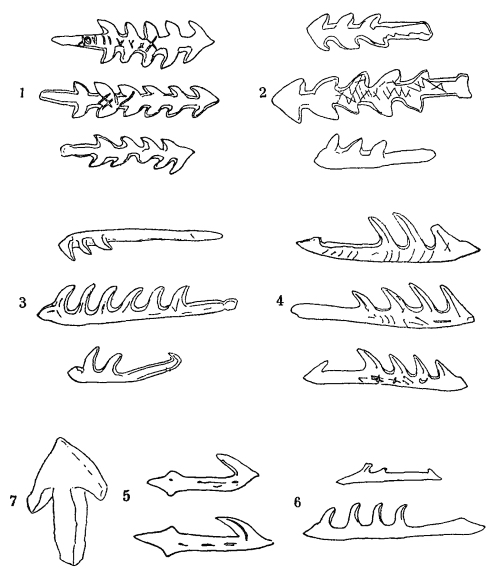
Harpoenen
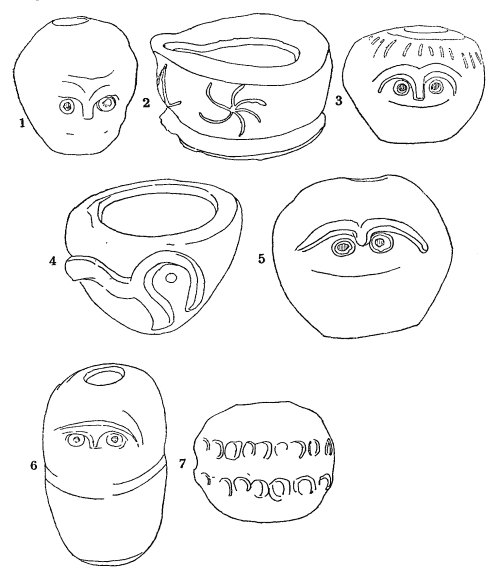
Gezichtsurnen

## Datering
Bij Glozel gevonden glaswerk werd in de jaren 1920 spectroscopisch gedateerd, en in de jaren 1990 opnieuw met behulp van neutronenactivering. Beide analyses plaatsten de glasscherven in de middeleeuwen.
Thermoluminescentiedatering van aardewerk in 1974 bevestigde dat het niet van recente datum was. Op basis van deze techniek werden in 1979 27 artefacten in drie groepen verdeeld: een eerste groep van tussen 300 v.Chr. en 300 AD (Keltisch en Romeins Gallië), de tweede groep middeleeuws (grotendeels 13e eeuw), en een derde groep uit de moderne tijd. De kleitabletten werden vanaf omstreeks 600 v.Chr. gedateerd, hetgeen overeenkomt met de vroege Keltische periode.
C14-dateringen van botfragmenten geven data van de 13e tot de 20e eeuw. Analyses uit 1984 dateren een stuk houtskool in de 11e tot 13e eeuw, en een fragment van een ivoren ring in de 15e eeuw. Een menselijk dijbeen werd in de 5e eeuw gedateerd. Bij twee beenderen uit graf II werd in 1995 een 13e-eeuwse oorsprong vastgesteld.

## Kleitabletten
Onder de bij Glozel gevonden artefacten bevinden zich ongeveer 100 aardewerken tabletten met inscripties. De inscripties omvatten gemiddeld zes of zeven regels, meestal op één zijde, hoewel sommige exemplaren op beide zijdes zijn beschreven.
De symbolen op de tabletten doen denken aan het Fenicisch alfabet, maar zijn nog niet definitief ontcijferd. Gedurende de jaren zijn er talloze claims van ontcijfering geweest, met identificaties van de taal als Baskisch, Aramees, Eteokretenzisch, Hebreeuws, Iberisch, Latijn, Berbers, Ligurisch, Fenicisch en Turks.
In 1982 stelde Hans-Rudolf Hitz een Keltische oorsprong van de inscripties voor, waarbij hij ze tussen de 3e eeuw v.Chr. en de 1e eeuw AD dateerde. Hitz telde 25 basistekens, aangevuld met zo'n 60 variaties en ligaturen. Hitz verondersteld dat het alfabet was beïnvloed door het Lepontisch alfabet van Lugano, welk afstamt van het Etruskisch alfabet.

Kleitabletten met inscripties
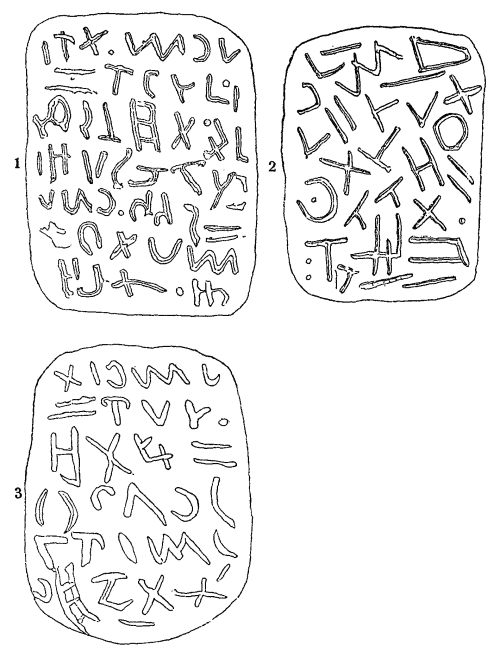
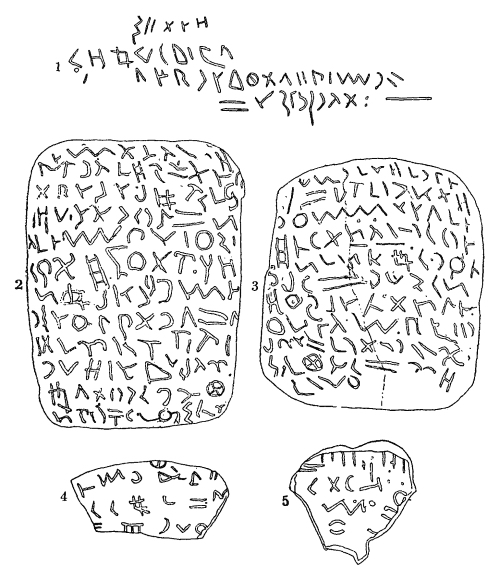
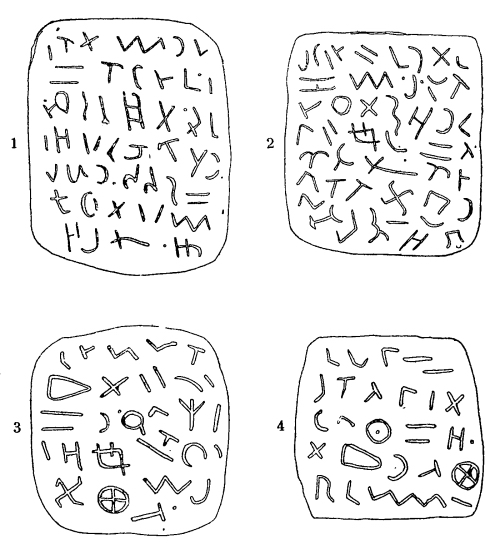
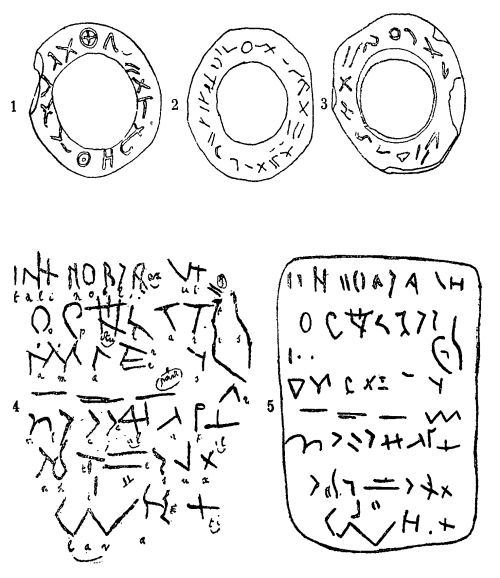

## Externe links

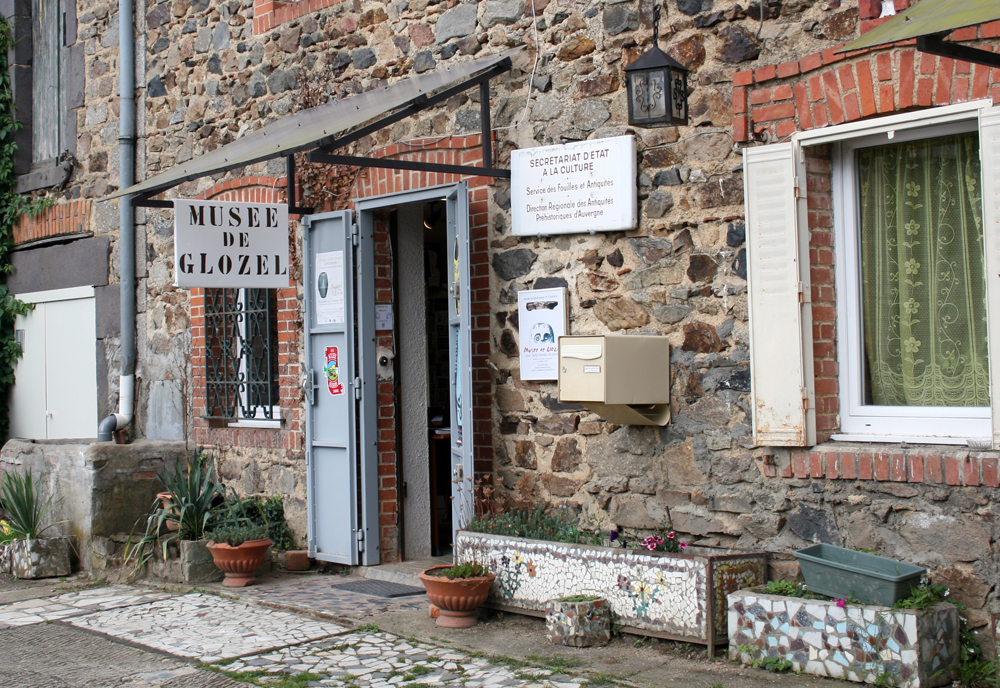
Het museum in 2008